# 清水河镇 (称多县)
清水河镇，是中华人民共和国青海省玉树藏族自治州称多县下辖的一个乡镇级行政单位。

## 行政区划
清水河镇下辖以下地区：
清水河社区、扎哈牧委会、红旗牧委会、文措牧委会、普桑牧委会、扎麻牧委会、尕青牧委会和中卡牧委会。